# تهران امروز (روزنامه)
تهران امروز روزنامه سیاسی اجتماعی اقتصادی صبح تهران بود که ابتدا توسط سازمان تبلیغات اسلامی منتشر می‌شد و سپس به ارگان مطبوعاتی جمعیت پیشرفت و عدالت ایران اسلامی به دبیرکلی مرتضی طلایی تبدیل شد. آخرین مدیرمسئول این روزنامه، حسین قربان‌زاده بود.
این روزنامه که از حامیان قالیباف (شهردار وقت تهران) به شمار می‌رفت ۱ تیر ۱۳۸۷ پس از چاپ ویژه نامه‌ای انتقادی از محمود احمدی نژاد و نقد عملکرد وی در دوران شهرداری و ریاست جمهوری توقیف شد.
تهران امروز پس از هفت ماه توقیف، شنبه ۳ اسفند ۱۳۸۷ در ۲۴ صفحه با ساختار، لوگو و طراحی کاملاً جدید منتشر شده‌است.
روزنامه تهران امروز، پس از مدتی با نام جدید صبح نو مجددا انتشار خود را با مسئولیت فرشاد مهدی‌پور از سر گرفت. 

## لوگو
نخستین‌بار، هفته‌نامه پرتو سخن (نزدیک به مصباح یزدی)، در یادداشتی مدعی شد که لوگوی روزنامه تهران امروز شبیه «یک زن رقاص» است. این نشریه گفت «حروف کلمه امروز در لوگوی روزنامه تهران امروز همراه با تغییرات معنادار به‌گونه‌ای روی هم سوار شده‌اند که شکل زنی را در حال رقص به خود گرفته‌است.»
همچنین محمد علی رامین در جلسه کمیسیون فرهنگی مجلس شورای اسلامی مورخ ۱۱ اسفند ۱۳۸۸ حاضر شد و در آنجا مدعی شد که لوگوی روزنامه تهران امروز نشان دهنده «رقص باله» و از مصادیق «جنگ نرم» است.
مدیر مسئول روزنامه تهران امروز، یک‌روز بعد از حضور محمدعلی رامین در مجلس، در طی یادداشتی، ضمن ابراز ناخرسندی از وضعیت حاکم بر مطبوعات در ایران، اعلام داشت که به صورت داوطلبانه حاضر است لوگوی این روزنامه را که به اعتقاد رامین، همچون یک زن در حال رقص باله است را تغییر دهد.
طراحی گرافیک این روزنامه برعهده علیرضا میرزامصطفی بوده است و سردبیری آن بر عهده آرش خوشخو.